# Eberzahnhelm

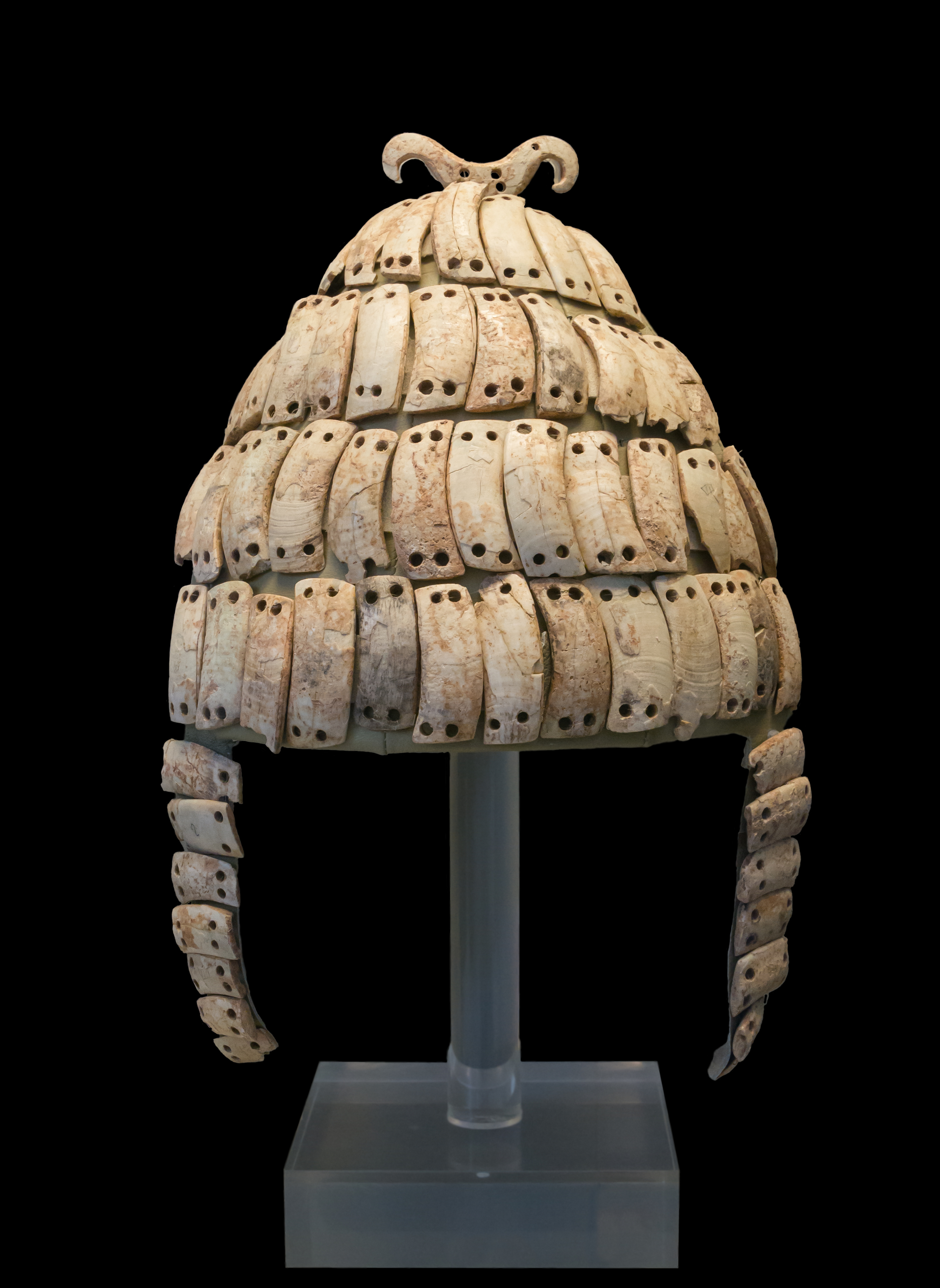
Eberzahnhelm aus Mykene
(14. Jahrhundert v. Chr.)

Ein Eberzahnhelm ist ein mit zahlreichen Eberzähnen besetzter Helm, der zu Zeiten der minoischen und der mykenischen Kultur im ägäischen Raum verwendet wurde. Die Eberzähne wurden auf einer Lederhaube befestigt, deren Innenseite mit Filz ausgepolstert war. Die Zeit des Vorkommens reicht von mindestens 1650 bis etwa 1150 v. Chr. Die Helmart ist durch archäologische Funde, zahlreiche Abbildungen, zum Beispiel auf Fresken, und eine Beschreibung von Homer relativ gut belegt.

## Einführung
Homer beschreibt in der Ilias detailliert den mit Eberzähnen versehenen Helm des Odysseus.   Im 10. Gesang, Verse 260 bis 271, heißt es:
| Μηριόνης δ' Ὀδυσῆι δίδου βιὸν ἠδὲ φαρέτρην καὶ ξίφος, ἀμφὶ δέ οἱ κυνέην κεφαλῆφιν ἔθηκε ῥινοῦ ποιητήν· πολέσιν δ' ἔντοσθεν ἱμᾶσιν ἐντέτατο στερεῶς· ἔκτοσθε δὲ λευκοὶ ὀδόντες ἀργιόδοντος ὑὸς θαμέες ἔχον ἔνθα καὶ ἔνθα εὖ καὶ ἐπισταμένως· μέσσῃ δ' ἐνὶ πῖλος ἀρήρει. τήν ῥά ποτ' ἐξ Ἐλεῶνος Ἀμύντορος Ὀρμενίδαο ἐξέλετ' Αὐτόλυκος πυκινὸν δόμον ἀντιτορήσας, Σκάνδειαν δ' ἄρα δῶκε Κυθηρίῳ Ἀμφιδάμαντι· Ἀμφιδάμας δὲ Μόλῳ δῶκε ξεινήιον εἶναι, αὐτὰρ ὃ Μηριόνῃ δῶκεν ᾧ παιδὶ φορῆναι· δὴ τότ' Ὀδυσσῆος πύκασεν κάρη ἀμφιτεθεῖσα. |  |  | Aber Meriones gab dem Odysseus Bogen und Köcher Samt dem Schwert und bedeckte des Königes Haupt mit dem Helme, Auch aus Leder geformt; inwendig mit häufigen Riemen Wölbt’ er sich, straff durchspannt; und auswärts schienen die Hauer Vom weißzahnigen Schwein und starreten hierhin und dorthin, Schön und künstlich gereiht; und ein Filz war drinnen befestigt. Einst aus Eleon hatt’ Autolykos diesen erbeutet, Stürmend den festen Palast des Hormeniden Amyntor; Jener gab dem Kytherer Amphidamas ihn gen Skandeia; Aber Amphidamas gab zum Gastgeschenk ihn dem Molos; Dieser gab ihn Meriones drauf, dem Sohne, zu tragen; Und nun barg er umher Odysseus’ Haupt zur Beschützung. |

Die Beschreibung war in der Wissenschaft bekannt, jedoch hielt man sie bis ins 19. Jahrhundert nur für eine Sage und maß ihr deswegen keine große Bedeutung bei. Erst Heinrich Schliemann, der Entdecker von Hisarlık, das mutmaßliche Troja, änderte diese Sichtweise. Schliemann hielt Homers Schilderung für eine fast wörtliche Tatsachenbeschreibung, und als er bei Ausgrabungen in Mykene Eberzahnplättchen fand, erkannte er den Zusammenhang zwischen der Beschreibung und den Funden.
Eberzahnhelme wurden bis etwa 1150 v. Chr. verwendet. Homer, der etwa im 8. Jahrhundert v. Chr. lebte, erwähnt damit einen Helm, der über 300 Jahre vor ihm außer Gebrauch gekommen zu sein scheint. Es wird aber für möglich gehalten, dass Homer einen solchen antiken Helm in den Händen hielt.

## Aussehen
Die Vielfalt der Eberzahnhelme bezüglich der Anordnung der Eberzahnplättchen oder des Helmschmucks ist groß. Es werden grundsätzlich zwei Formen unterschieden: die frühe Form mit aufgelockert waagerecht angeordneten Plättchen und die spätere Form mit dicht senkrecht angeordneten Plättchen.
Merkmal der frühen Form ist die lose Anordnung der Plättchen in verschiedenen Gruppierungen. Meistens sind die Plättchen waagerecht angebracht und bilden Spalten. In den Spalten werden die Plättchen von unten nach oben kürzer, was der Spalte die Form eines gleichschenkligen Trapezes verleiht. Die frühe Form wurde in Ägina, Eleusis, Argos und Theben gefunden.
Bei der späteren, von Homer beschriebenen und durch Abbildungen überlieferten Form sind die Plättchen lückenlos senkrecht angeordnet, so dass eine typische Reihe entsteht. Von diesen Reihen gibt es zwei bis fünf; dabei sind die natürlich gekrümmten Plättchen in benachbarten Reihen in der Regel wechselseitig angeordnet. Die Plättchen sind 5–8 cm lang, abhängig davon ist die Anzahl der Reihen. Wichtige Funde dieses Typs wurden z. B. in Sparta, bei Athen, Armeni auf Kreta, Mykene, Kallithea oder Knossos gemacht.
Die konische Form begünstigte das Abprallen von Geschossen. Viele Helme verfügten über Wangenklappen, auf denen gewöhnlich ebenfalls Eberzahnplättchen befestigt waren. Bei späteren Helmen ab etwa 1450 v. Chr. war ein Nackenschutz üblich, welcher entweder nur aus Lederriemen bestand oder zusätzlich mit Eberzahnplättchen versehen war. Zur Stabilisierung des Helms war ein Kinnriemen vorhanden.
Die Helme verfügten über verschiedene Verzierungen. Die ältesten Abbildungen aus Thera (Santorin), etwa 1500 v. , Chr., zeigen einen Helmbusch. Andere Abbildungen zeigen verschiedenartige Hörner und Kränze.

## Herstellung und Aufbau
Für die Herstellung der Eberzahnplättchen wurden die beiden unteren Hauer des Ebers verwendet. Diese haben durchschnittlich eine Länge von 20 cm. Die beiden oberen Hauer sind deutlich kleiner und haben wegen ihrer größeren Krümmung nicht die erforderliche Form. Nach der Trocknung, welche das Material spröder machte, konnten die Hauer längs gespalten werden. Je nach Größe und Form lassen sich bis zu vier Plättchen aus einem Eberzahn herstellen. Für einen vollständigen Helm mussten durchschnittlich 40 bis 50 Eber erjagt werden, für besonderes schmuckvolle Exemplare sogar mehr als 140.

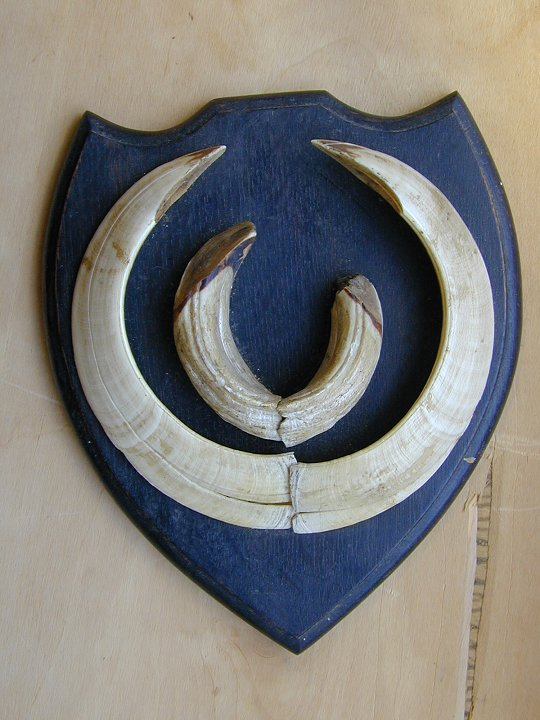
Untere (lang) und obere Hauer (kurz) eines Ebers

Es gibt verschiedene Arten von Bohrungen bei den Plättchen, um diese an der Unterlage zu befestigen:
- Durchbohrung von Vorder- bis Rückseite,
- Bohrungen von der Seite und von der Rückseite, die sich jeweils im rechten Winkel treffen,
- Durchbohrung von einer Seite zur anderen Seite.

Die Bohrungen wurden an den Ecken oder auch mittig an der langen Seite vorgenommen. Die Plättchen waren mit einem Faden, der durch die Bohrungen geführt wurde, an der Unterlage befestigt. Bei der Variante mit Bohrung an der Vorderseite lag die Naht offen und war somit anfällig für Beschädigungen. Die Varianten mit den aufwändigeren Bohrungen wurden wohl entwickelt, um die Naht zu schützen.
Es gibt keine archäologischen Hinweise darauf, auf welcher Unterlage die Plättchen befestigt waren; auch die Plättchen selbst sind oft nur schlecht erhalten. Hier gibt nur die Beschreibung von Homer weitere Hinweise. Für die frühe und die späte Form gibt es verschiedene Rekonstruktionsversuche.
Die Rekonstruktion der frühen Form besteht aus sechs zusammengenähten Lederkeilen, die eine Haube bilden. Quer über den Nähten liegen aufgelockert die Eberzahnplättchen und schützen diese.
Die späte Form wurde von Peter Connolly rekonstruiert. Der Hauptteil war demnach eine zylindrische Bahn aus Leder, deren oberer Teil zu Riemen eingeschnitten wurde. Die Lederriemen wurden nach oben hin verwoben und zusammengebunden. Der Helm erhielt so eine konische Form und konnte Schläge von oben besser abfedern. Das Innere war mit Filz ausgekleidet, der für Tragekomfort sorgte, zusätzlichen Schutz bot und die obere Riemenschicht gespannt hielt. Die auf dem Leder angebrachten Eberzähne sorgten für zusätzliche Panzerung. Der Befestigungsfaden ist bei der Bohrung von der Vor- bis Rückseite wenig geschützt. Peter Connolly bedeckte ihn mit Lederstreifen und kam so den Darstellungen nahe, welche zwischen den Plattenreihen schmale Streifen zeigen. Dieses Verdecken der Plättchenränder hatte unabhängig vom Schutz der Naht auch den Vorteil, dass sich eine gegnerische Klinge nicht so leicht in den Plättchen verfing.

## Ursprung und Verbreitung

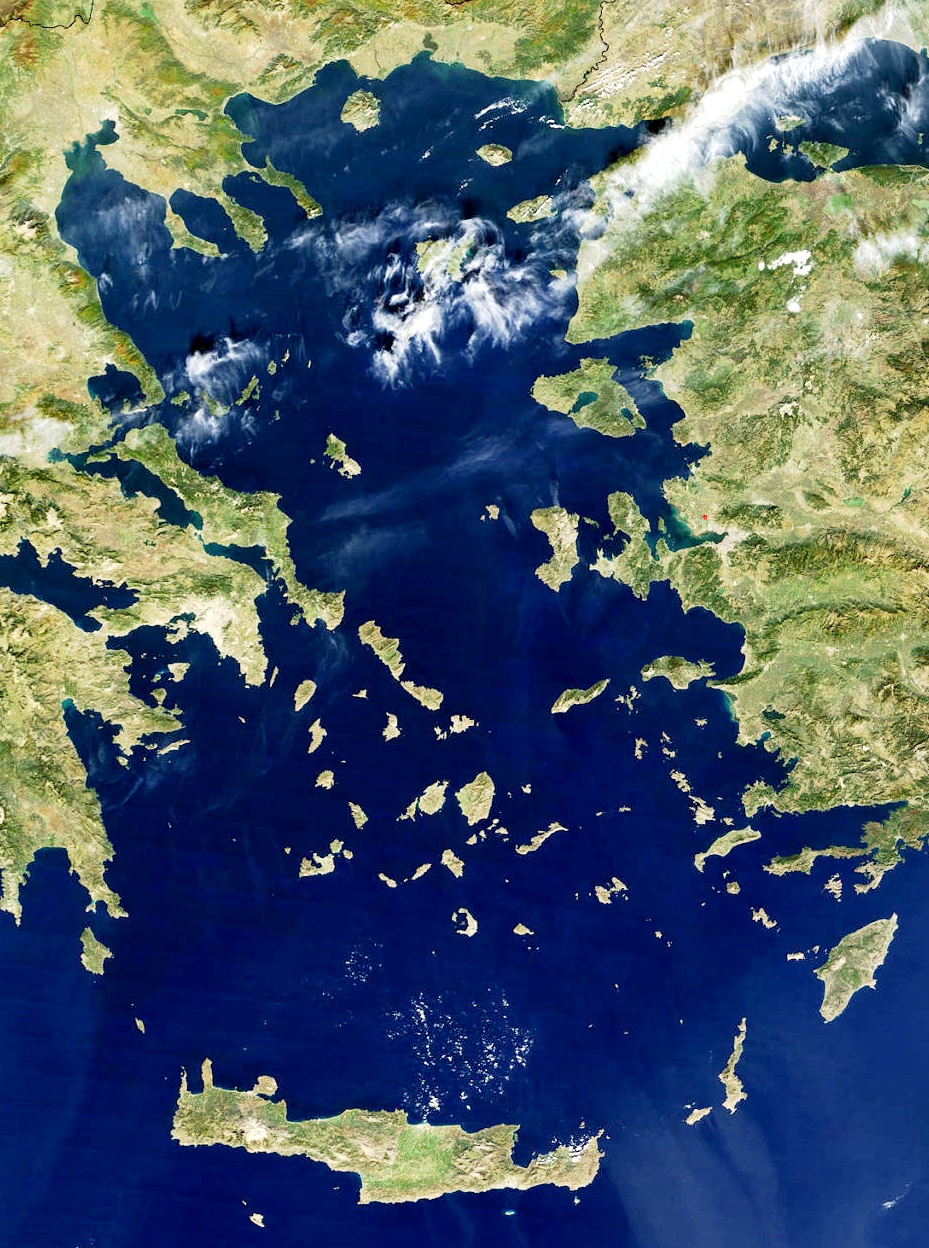
Satellitenbild der Ägäis

Der Ursprung des Helmes liegt im ägäischen Raum im Mittelhelladikum. Über die Entstehungszeit gibt es verschiedene Einschätzungen, die vom 18. bis Mitte des 16. Jahrhunderts v. Chr. reichen.
In dieser Form ist der Helm eine eigenständige griechische Entwicklung. Es ist aber möglich, dass es eine Verbindung zu Funden bei Mariupol am Schwarzen Meer (heutige Ukraine) gibt; dort wurden Eberzähne gefunden und auf 2000 v. Chr. datiert, die vermutlich als Helmverstärkung oder Verzierung gedient haben.
Der Eberzahnhelm wurde auf dem griechischen Festland, den umliegenden Inseln und Kreta verwendet, wie über 50 Funde, hauptsächlich aus Gräbern, belegen. Jedoch lassen Einzelfunde von Eberzahnplättchen nicht in jedem Fall auf einen Eberzahnhelm schließen, da auch eine Anbringung z. B. als Armschutz möglich ist. Auf Kreta gibt es weniger Funde, wahrscheinlich weil es dort keine Wildschweinpopulation gegeben hat. Ein anderer Erklärungsansatz sieht den Grund in unterschiedlichen Begräbnisriten der Minoischen Kultur.

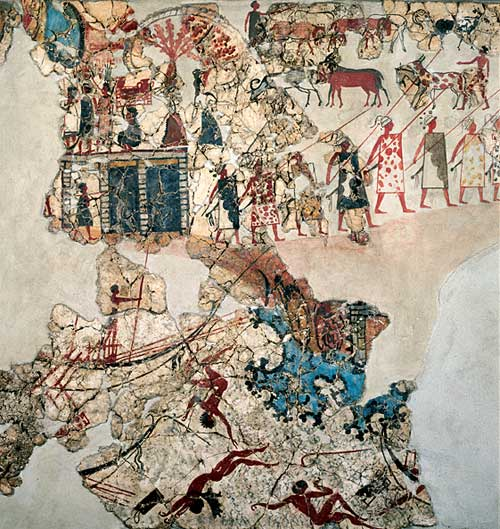
Krieger mit Eberzahnhelmen auf einem Fresko aus Akrotiri (um 1600 v. Chr.)

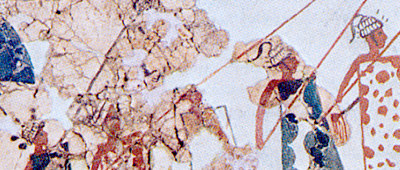
Ausschnitt aus dem oberen Fresko

Neben der Frage der Entstehungszeit ist es wissenschaftlich nicht geklärt, ob der Eberzahnhelm zuerst auf dem griechischen Festland oder auf Kreta verwendet wurde. Gesichert ist, dass Minoer und die Mykener diesen Helmtyp benutzt haben.
Die frühesten Funde stammen aus Kolonna auf der Insel Ägina und werden je nach Quelle auf um 1800 v. Chr. oder auf 1600 v. Chr. datiert. Die Insel liegt nah am griechischen Festland, hatte aber zu jener Zeit Kontakte mit der minoischen Kultur. Die Minoer errichteten auf Kreta die früheste Hochkultur Europas und beeinflussten die umliegenden Gebiete, unter anderem das griechische Festland. Auf der unter ehemals minoischem Einfluss stehenden Insel Thera (heutiges Santorin) wurden in Akrotiri Fresken mit Eberzahnhelmabbildungen gefunden. Die Datierung der Fresken auf 1600 v. Chr. ist nicht endgültig gesichert, da die Theorien über den Zeitpunkt der Minoischen Eruption (Vulkanausbruch) auf Thera um etwa 100 Jahre voneinander abweichen. Auch eine auf 1700–1450 v. Chr. datierte Labrys (kretominoische Doppelaxt) mit Abbildung eines Eberzahnhelmes belegt eine frühe Verwendung des Helmes auf Kreta. Um 1430 v. Chr. eroberten die Mykener Kreta, und die beiden Kulturen verschmolzen im Laufe der Zeit.
Es gibt auch Funde außerhalb des mykenischen Kulturkreises. In Enkomi auf Zypern und auf Sardinien wurden Figürchen aus Elfenbein, welche eberzahnhelmtragende Kriegerköpfe abbilden, gefunden. Wahrscheinlich sind es Importe aus dem ägäischen Raum, in Zypern ist auch eine örtliche Anfertigung möglich. Ein Papyrus aus Amarna in Ägypten, datiert auf um 1450 v. Chr., zeigt mit Eberzahnhelmen ausgerüstete mykenische Eindringlinge oder Söldner. Eine Tonscherbe aus Ḫattuša, der Hauptstadt des Hethiter-Reiches (in der heutigen Türkei), zeigt mykenische Krieger mit Helmen in Zick-Zack-Linien, die als Eberzahnplättchen angesehen werden. Diese Abbildung aus dem späten 15. bis 14. Jahrhundert v. Chr. stellt möglicherweise eine Konfrontation der beiden Kulturen dar. In Beycesultan (nahe dem heutigen Çivril), das ebenfalls im Einflussbereich der Hethiter lag, wurden Fragmente eines Eberzahnhelms gefunden.
Das Ende der mykenischen Palastzeit, etwa 1180 v. Chr., war geprägt von weitreichenden politischen und kulturellen Umwälzungen; es folgten die „Dunklen Jahrhunderte“. Die Veränderungen betrafen auch das Militär, und der Eberzahnhelm verschwand. Die letzten bekannten Überreste eines Eberzahnhelms stammen aus Kallithea und werden auf etwa 1150 v. Chr. datiert.

## Bedeutung
Obwohl in der Bronzezeit im ägäischen Raum Bronze verfügbar war, wurden Eberzähne als Panzerung verwendet. Dieser Umstand wird mit technischen Schwierigkeiten und der kulturellen Bedeutung der Eberzähne erklärt. Zwar wurden schon Schwerter und Speerspitzen aus Bronze gegossen, aber flächige Bronze, wie man sie für Helmglocken braucht, war wegen des spröden Materials der damaligen Zeit schwer herzustellen. Dazu müsste die Bronze einerseits stark genug sein, um eine Schutzwirkung zu entfalten, aber andererseits leicht genug, um den Träger nicht übermäßig zu behindern.

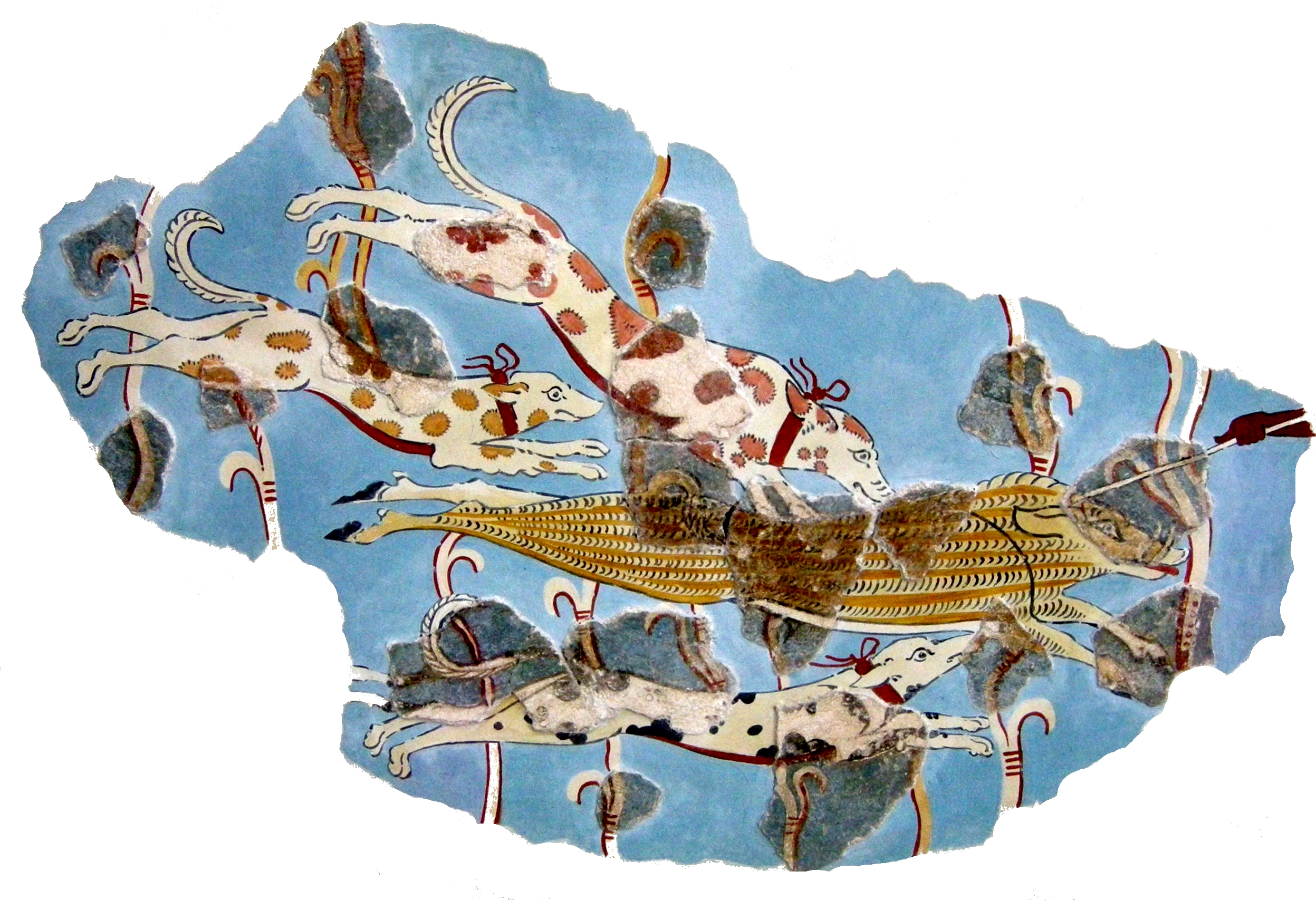
Wildschweinjagd; Fresko aus Tiryns

Wildschweinjagd scheint in der Mykenischen Kriegerkultur eine wichtige Stellung einzunehmen. Die Eberzähne auf den Helmen sollten als Jagdtrophäe Mut und Können der Träger bezeugen. Die Jagd auf Eber galt als Königsdisziplin der Jagd, die nur die fähigsten und mutigsten Jäger bestehen konnten. Noch in historischer Zeit waren mythische Eberjagden, etwa auf den Erymanthischen Eber oder auf den Kalydonischen Eber, im kulturellen Gedächtnis verankert. Im Laufe der Zeit entwickelte sich aus einer reinen Zurschaustellung der Jagdtrophäen ein zweckmäßiger Helm. Die Eberzähne sorgten dabei für Schutzwirkung, denn sie bestehen aus einem sehr festen Material.
Der Eberzahnhelm war kostbar und wies auf einen hohen sozialen Status des Trägers hin.
Er wurde wohl als Familienerbstück an die nächste Generation weitergegeben und steigerte seinen Wert durch einen berühmten Träger. In diesem Sinne beschreibt Homer den Weg des Helmes durch mehrere Hände: Der Helm gehörte ursprünglich Amyntor, wurde dann von Autolykos, dem Großvater von Odysseus, geraubt und ging über Amphidamas, Molos und Meriones schließlich in den Besitz von Odysseus über. Dass der Eberzahnhelm noch in Homerischer Zeit im Bewusstsein der Bevölkerung verankert war, obwohl derartige Helme schon seit Jahrhunderten nicht mehr angefertigt wurden, ist ein Hinweis darauf, dass Helme noch über ihre Produktionszeiten hinaus als Familienerbstück erhalten blieben.

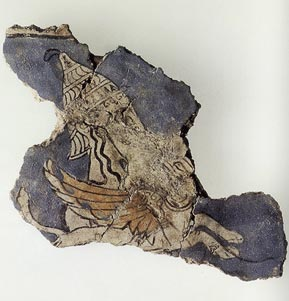
Kriegsgöttin mit Eberzahnhelm

Manche Eberzahnhelme wurden bei ehrenvollen Begräbnissen von Kriegern als kostbare Grabbeigaben verwendet. Der hohe Status des Helmes lässt sich auch an einem Fresko aus Mykene erahnen; dort ziert er den Kopf einer Kriegsgöttin.
Auch als Bronze für Helme verfügbar wurde, hielt man noch an den Eberzähnen fest. Abbildungen und archäologische Funde aus Mykene deuten darauf hin, dass es Helme gab, die Eberzahnplättchen und Bronzescheibchen kombinierten. Zu der berühmten Dendra-Rüstung (etwa 1424 v. Chr.) gehört ein Eberzahnhelm mit Wangenklappen aus Bronze. Manchmal wurden Eberzähne imitiert, etwa durch Glas, das auf dem Helm befestigt wurde, oder mittels einer Gravur eines Bronzehelms, die die Bögen und Reihen von Eberzahnplättchen darstellte. Ab etwa 1400 v. Chr. tauchen Bronzehelme auf; der älteste wurde in Knossos gefunden. Damals waren Bronzehelme aber noch selten, die Eberzahnhelme wurden weiter verwendet.
Trotz der – im Vergleich zu anderen Helmformen – vielen Darstellungen und Funde von Eberzahnhelmen ist davon auszugehen, dass nicht jeder griechische Krieger mit einem Eberzahnhelm ausgestattet war. Die dafür benötigte Anzahl von Tieren konnte wohl nicht erlegt werden. Vermutlich gab es auch einfache Helme aus Filz und Leder, die zwar das Reihendesign der Eberzahnhelme besaßen und deswegen „Zonenhelme“ genannt werden, aber über keine weiteren Verstärkungen verfügten. Archäologisch sind solche allerdings nicht belegt, und bei den wenigen in Frage kommenden Abbildungen ist es unklar, ob manche lediglich vereinfachte Darstellungen von Helmen mit Eberzahnplättchen oder Bronzescheibchen sind.
Die Eberzahnhelme sind – abgesehen von Fragmenten eines Leinenpanzers – die einzigen archäologischen Funde von Schutzwaffen der frühen minoischen und mykenischen Kultur.